# Rudolph Brandes

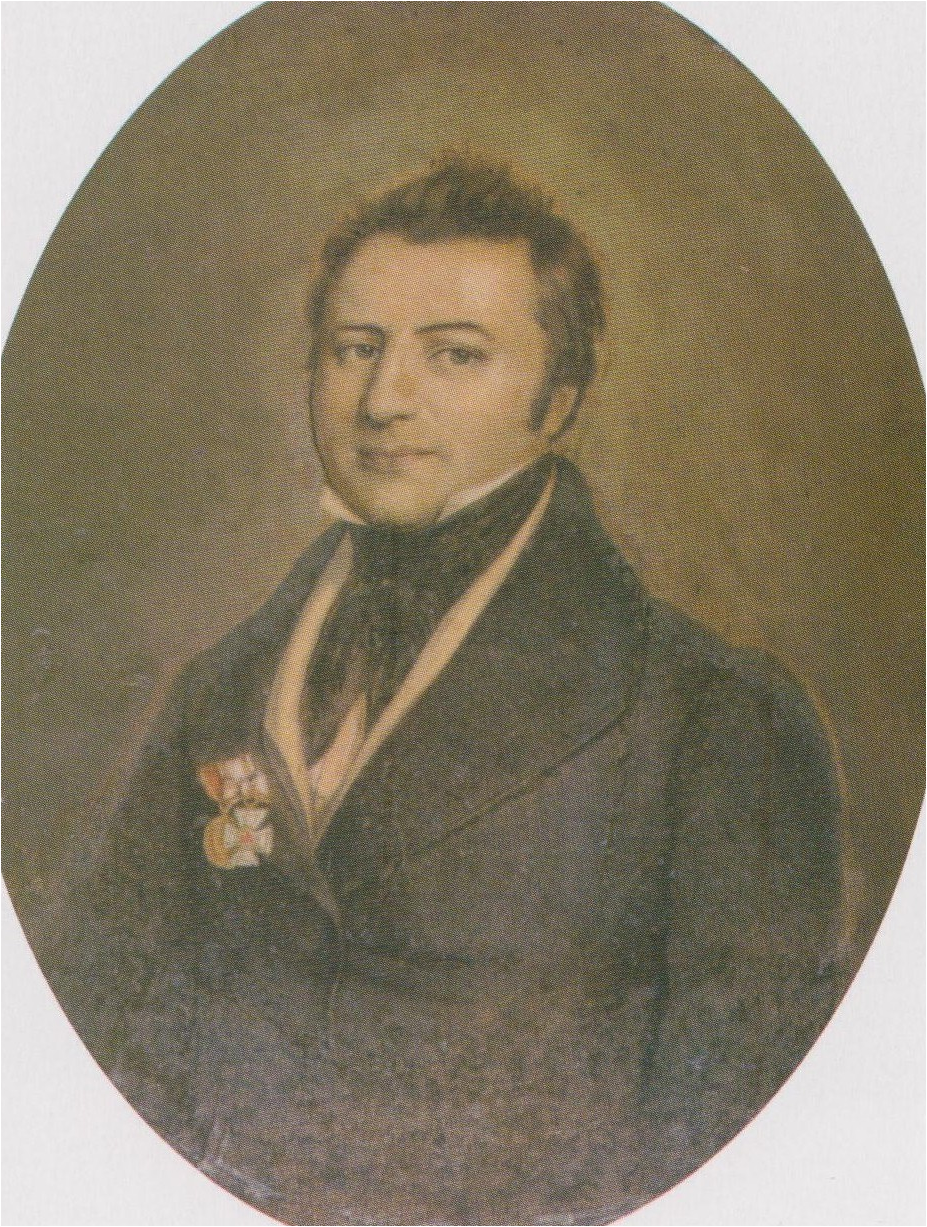
Rudolph Brandes en 1835

Simon Rudolph Brandes est un chimiste allemand. Né à Bad Salzuflen le 19 octobre 1795, il y est décédé le 3 décembre 1842.

## Biographie
Après des études à l'Université de Halle, il devient élève puis assistant de Christian Friedrich Buchholz (1770–1818) à l'Université d'Erfurt (1816). En 1818, il obtient un doctorat de philosophie à l'Université de Iéna.
En 1820, il fonde la Société des pharmaciens de l'Allemagne septentrionale (aujourd'hui Association des pharmaciens allemands, Deutschen Apothekerverbandes) et l'Institut Buchholz, Gehlen et Trommsdorf dont le but était de soutenir les étudiants en pharmacie pauvres. Il est aussi le cofondateur du journal Les archives de pharmacie (1822) et en 1835 du Lippisches Magazin für vaterländische Cultur und Gemeinwohl und des Naturwissenschaftlichen Vereins für das Land Lippe.
En 1828, il est reçu par Goethe à son domicile.
On lui doit avec Buchholz d'importantes recherches sur la morphine et sur la cire. Il collabore aussi aux Éléments de pharmacie de Buchholz.
Il effectua des études sur les eaux minérales de Bad Pyrmont, Tatenhausen et Horn-Bad Meinberg.

## Œuvres

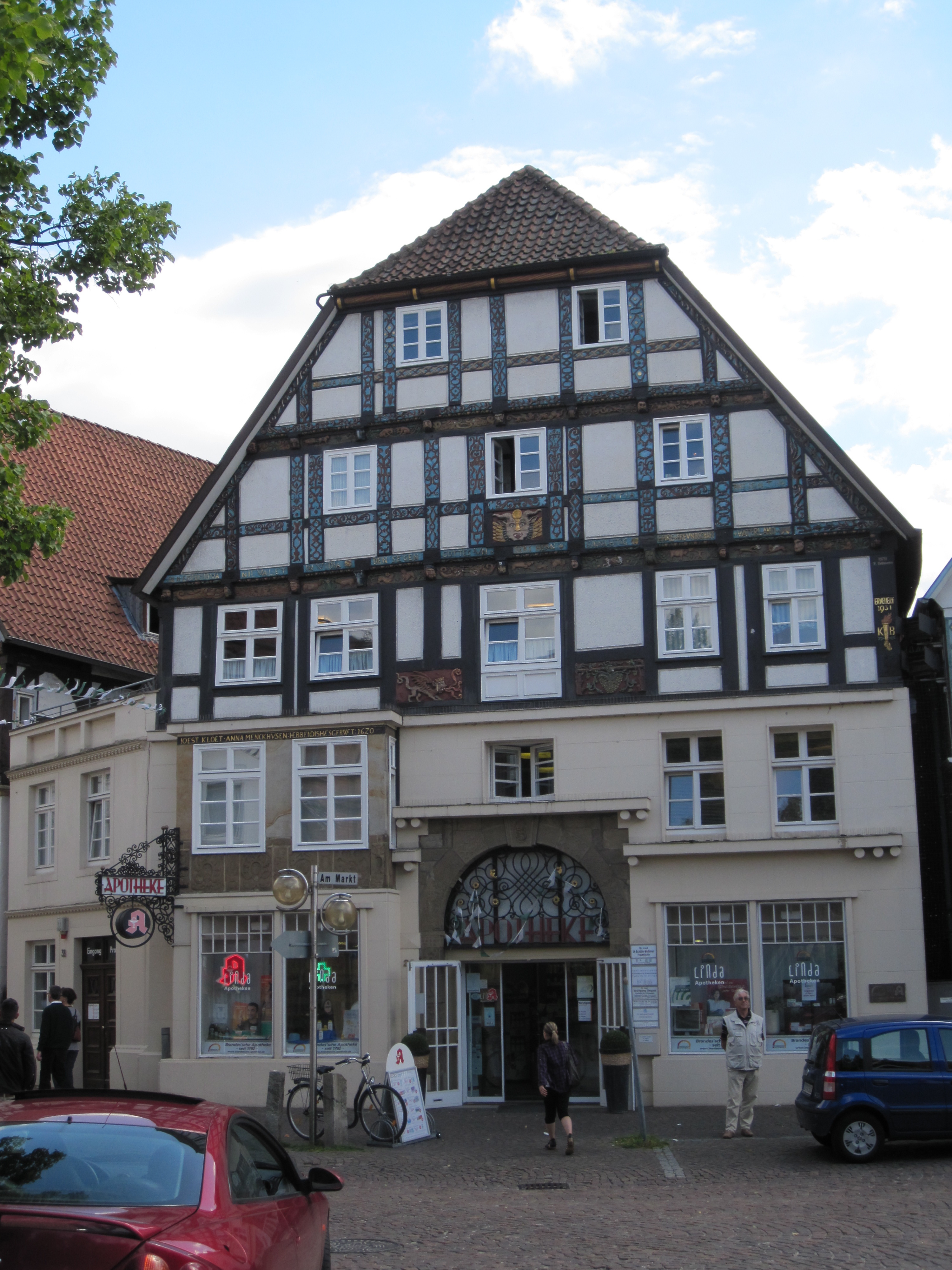
La pharmacie de Brandes à Bad Salzuflen

Il a publié un grand nombre de ces travaux (plus de 300 études) dans des revues de pharmacie, mais on lui doit aussi :
- Répertoire de chimie comme science et comme art (1826-1831)
- Éléments pharmaceutiques (traduction de l'ouvrage de Cap avec de nombreux ajouts)